# Dantelăreasa (film din 1977)
Dantelăreasa (titlul original: în franceză La Dentellière) este un film dramatic francez, realizat în 1977 de regizorul Claude Goretta, după romanul omonim a scriitorului Pascal Lainé câștigător al Premiului Goncourt în 1974, protagoniști fiind actorii Isabelle Huppert, Yves Beneyton, Renate Schroeter, Annemarie Düringer. 

## Conținut
Beatrice, timidă și foarte sensibilă are 18 ani, nu a avut niciodată iubit și lucrează ca stagiară în curs de formare într-un salon de coafură din Paris. Locuiește cu mama ei, vânzătoare la un mic magazin. Tatăl părăsise familia cu mult timp în urmă. Singura ei prietenă este colega ei de serviciu, Marylène, puțin mai în vârstă decât ea. Din multe puncte de vedere, este exact opusul lui Beatrice, extrovertită, plină de viață și de trei ani are o relație cu un bărbat căsătorit. În prezența lui Beatrice, acesta o sună la telefon și încheie relația cu ea. Marylène afectată de hotărârea lui, încearcă să se arunce pe fereastră, dar este oprită de Beatrice. Apoi, cele două prietene decid să plece împreună în vacanță în stațiunea maritimă Cabourg, în Normandia. Într-o discotecă, Marylène cunoaște un american și se mută în apartamentul său, lăsând-o pe Beatrice singură. Béatrice cunoaște și ea pe terasa unei cofetării un tânăr parizian cam inhibat, François, student la filozofie. Reținută la început, după câteva îintâlniri, devin tot mai apropiați.
Întorși la Paris, se mută la François în locuința sa de student. Cunoaște pe Marianne și Gérard, și alți colegi și prieteni ai lui François iar la întâlnirile cu ei unde purtau discuții intelectuale, Béatrice rămâne mereu tăcută. François observând asta, încearcă să o convingă să se înscrie la cursuri și să-și dezvolte personalitatea, pentru că știe că este inteligentă. O prezintă părinților săi tipic burghezi, dar le ascunde că prietena sa este doar o viitoare coafeză, fiindu-i rușine de asta, deși tatălui, fata i-a făcut o impresie bună. Întorși la Paris, François incapabil să o înțeleagă cu adevărat și să o accepte, rupe legătura cu ea. Béatrice se întoarce la mama ei unde se închide și mai mult în sine, nu mănâncă și din cauza iubirii eșuate este tot mai apatică. Nici cu prietena ei nu mai ține legătura. François pe de altă parte, le-a povestit prietenilor că desparțirea a decurs bine, Béatrice acceptând absentă și neluând nici o poziție de apărare. 
După ce Béatrice se prăbușește pe stradă, este dusă la spital și internată în final la secția de psihiatrie. François află de la mama lui Béatrice despre ce s-a întâmplat. Însoțit de prietenii săi Marianne și Gérard, o vizitează la spital. Pare o stafie, slabă și palidă. La întrebarea lui, îi răspunde că are un nou prieten și că împreună au fost în Grecia, să viziteze morile albe de vânt. După ce și-a luat rămas bun, întors la mașină și așteptându-și prietenii care în timpul vizitei sale l-au așteptat bând o cafea, François izbucnește în lacrimi. 
Béatrice s-a îndreptat încet spre camera de zi, unde a reluat lucru de mână să croșeteze mai departe, în fața unui perete pe care erau atârnate câteva placarde cu mori de vânt albe, din Grecia.
Filmul se termină cu citatul: „El a trecut pe lângă ea fără să-și dea seama că era acolo. Pentru că a fost una dintre cele care nu se face remarcată, care nu vrea să fie cercetată, la care trebuie să privești atent. În trecut, un pictor ar fi imortalizat-o într-o pictură de gen, în postură de spălătoreasă, sacagioaică sau dantelăreasă.”

## Distribuție
- Isabelle Huppert – Béatrice zisă „Pomme”
- Yves Beneyton – François Béligné
- Florence Giorgetti – Marylène Torrent, patroana salonului de coafură
- Annemarie Düringer – mama lui Pomme
- Renate Schroeter – Marianne
- Christian Baltauss – Gérard
- Monique Chaumette – dna. Béligné, mama lui François
- Jean Obé – dl. Béligné, tatăl lui François
- Jeanne Allard – Thérèse
- Sabine Azéma – Corinne
- Christian Peythieu
- Heribert Sasse
- Michel de Ré – pictorul
- Odile Poisson – casiera salonului de coafură
- Gilberte Géniat – băcăneasa
- Agnès Château – tânăra femeie pe leagăn
- Yan Brian – John
- Lucienne Legrand – clienta salonului de coafură
- Nicole Chomo
- Rebecca Potock
- Martine Mauclair
- Joëlle Robin

## Premii și nominalizări
- 1977 decernat Premiul Juriului Ecumenic la Festivalul de Film de la Cannes 1977 și nominalizare pentru Palme d'Or pentru Claude Goretta;
- 1980 David di Donatello pentru cea mai bună actriță străină, lui Isabelle Huppert;
- 1978 3 nominalizări la Premiul César: cea mai bună actriță (Isabelle Huppert), cel mai bun film, cea mai bună actriță într-un rol secundar (Florence Giorgetti).